# Sesil Karatantcheva
Sesil Karatantcheva (búlgaro:Сесил Радославова Каратанчева:Sofia, 8 de Agosto de 1989) é uma tenista profissional búlgara, seu melhor ranking de N. 35 em 2005. Em duplas, foi apenas número 154 pela WTA.
Karatantcheva foi pega em um escândalo de doping por uso de Nandrolona, e foi punida nas temporadas 2006 e 2007.

## Naturalização e retorno
Karatantcheva defendeu as cores de seu pais de origem até o Australian Open de 2009. A última vez que tinha jogado pela Bulgária na Fed Cup foi em 2005. Em 10 de janeiro de 2009, anunciou que jogaria pelo Cazaquistão. A nova bandeira começou a valer na sequência, em Pattaya. A Fed Cup, então, voltou a se tornar uma constante: representou o pais euro-asiático em diversos confrontos, entre 2010 e 2014.
Em outubro de 2014, a jogadora anunciou que retornaria a jogar pela Bulgária. Seu último jogo como cazaque foi em Luxemburgo, no final da temporada. O primeiro como búlgara, novamente, foi no WTA de Auckland de 2015.

## WTA Tour finais

### Duplas: 1 (0–1)
| Legenda                             |
| ----------------------------------- |
| Grand Slam (0–0)                    |
| WTA Tour (0–0)                      |
| Premier Mandatory & Premier 5 (0–0) |
| Premier (0–0)                       |
| International (0–1)                 |

| Posição | N. | Data           | Torneio              | Piso   | Parceira     | Oponentes                        | Placar   |
| ------- | -- | -------------- | -------------------- | ------ | ------------ | -------------------------------- | -------- |
| Vice    | 1. | Julho 20, 2008 | Bad Gastein, Áustria | Saibro | Nataša Zorić | Andrea Hlaváčková Lucie Hradecká | 3–6, 3–6 |

## ITF Circuito finais

### Simples: 14 (7–7)
| $100,000 torneios |
| $75,000 torneios  |
| $50,000 torneios  |
| $25,000 torneios  |
| $15,000 torneios  |
| $10,000 torneios  |

| Posição | N. | Data              | Torneio                 | Piso    | Oponente                    | Placar        |
| ------- | -- | ----------------- | ----------------------- | ------- | --------------------------- | ------------- |
| Campeã  | 1. | Setembro 28, 2003 | Volos, Grécia           | Carpete | Tsvetana Pironkova          | 6–4, 2–6, 6–2 |
| Vice    | 1. | Outubro 12, 2003  | Carcavelos, Portugal    | Saibro  | Barbara Pocza               | 2–6, 0–6      |
| Campeã  | 2. | Outubro 19, 2003  | Carcavelos, Portugal    | Saibro  | Rosa María Andrés Rodríguez | 7–5, 6–3      |
| Campeã  | 3. | Dezembro 14, 2003 | Shenzhen, China         | Duro    | Jie Zheng                   | 7–5, 1–6, 6–3 |
| Campeã  | 4. | Dezembro 5, 2004  | Palm Beach Gardens, EUA | Saibro  | Sania Mirza                 | 3–6, 6–2, 7–5 |
| Campeã  | 5. | Janeiro 20, 2008  | Surprise, EUA           | Duro    | Angela Haynes               | 6–2, 4–6, 6–4 |
| Campeã  | 6. | Fevereiro 3, 2008 | La Quinta, EUA          | Duro    | Sandra Klösel               | 6–4, 7–5      |
| Vice    | 2. | Março 30, 2008    | Latina, Itália          | Saibro  | Iveta Benešová              | 0–6, 2–6      |
| Vice    | 3. | Abril 20, 2008    | Palm Beach Gardens, EUA | Saibro  | Soledad Esperón             | 4–6, 1–6      |
| Vice    | 4. | Março 13, 2011    | Clearwater, EUA         | Duro    | Ajla Tomljanović            | 6–7(3), 3–6   |
| Vice    | 5. | Novembro 6, 2011  | Grapevine, EUA          | Duro    | Kurumi Nara                 | 6–1, 0–6, 3–6 |
| Campeã  | 7. | Novembro 13, 2011 | Phoenix, EUA            | Duro    | Michelle Larcher de Brito   | 6–1, 7–5      |
| Vice    | 6. | April 1, 2012     | Osprey, United States   | Clay    | Arantxa Rus                 | 4–6, 1–6      |
| Vice    | 7. | Julho 27, 2014    | SobotaSobota, Polônia   | Saibro  | Kristína Kučová             | 6–1, 5–7, 3–6 |